# Wilhelm von Gluszewski

Wilhelm von Gluszewski als Kommandeur des Garde-Reserve-Jäger-Bataillons (Winter 1914/15)

Wilhelm von Gluszewski, bis 1907: Wilhelm Gluszczewski, nach 1927 nichtamtlich Wilhelm Graf von Gluszewski-Kwilecka, auch Gluszewski-Kwilecki (* 21. Juni 1867 in Bukowitz im Kreis Schwetz; † 30. Mai 1954 in Bad Tölz), war ein deutscher Offizier, zuletzt (1939) charakterisierter Generalmajor.

## Leben

### Herkunft, Nobilitierung
Marian Wilhelm Thilo Alexander Gluszczewski war ein unebenbürtiger Sohn des Grafen Gustav Eduard Carl Alexander von Gluszczewski (1837–1870). Sein Vater fiel mit knapp 33 Jahren als Premierleutnant in der Schlacht bei Mars-la-Tour im Deutsch-Französischen Krieg, als Wilhelm drei Jahre alt war. Er wurde 1907 in den preußischen Adelsstand erhoben und nannte sich fortan von Gluszewski; später benutzte er auch den Grafentitel, was ihm 1927 adelsintern gestattet wurde (in der Namensform Graf von Gluszewski-Kwilecka). Die Grafen von Kwilecki gehörten zum großpolnischen Hochadel.

### Militärlaufbahn
Gluszczewski begann seine Offizierslaufbahn 1887 als Secondeleutnant im königlich preußischen Infanterie-Regiment Nr. 66 in Magdeburg und spezialisierte sich zum Unteroffiziersausbilder. 1892 wurde er für ein Jahr zur Unteroffizierschule nach Biebrich abkommandiert und im selben Jahr zum Premierleutnant befördert. 1897 wurde er zur Unteroffiziervorschule in Neubreisach kommandiert, wo er die 2. Kompanie führte. Am 16. Juni 1900 wurde er als Hauptmann zum 4. Magdeburgischen Infanterie-Regiment Nr. 67 in Metz versetzt und zum Kompanie-Führer an der Unteroffiziervorschule in Wohlau ernannt. 1902 war er wieder in Neubreisach tätig und gehörte zum 7. Badischen Infanterie-Regiment Nr. 142, dessen II. Bataillon in Neubreisach stationiert war. 1905 wurde er als Kompanie-Führer an die Unteroffizierschule Potsdam versetzt.
Mit der Mobilmachung zu Beginn des Ersten Weltkriegs erhielt er 1914 als Major das Kommando über das in Potsdam neu aufgestellte Garde-Reserve-Jäger-Bataillon, das mit dem Garde-Reserve-Korps zunächst nach Belgien und noch im August 1914 als Verstärkung an die Ostfront geschickt wurde. Gluszewski wurde im September 1914 mit dem Eisernen Kreuz I. Klasse ausgezeichnet. Zum Oberstleutnant befördert, kommandierte er vom 1. Juni 1916 bis Januar 1919 das Leib-Grenadier-Regiment „König Friedrich Wilhelm III.“ (1. Brandenburgisches) Nr. 8. Als Teil der 5. Division an der Italienfront erstürmte das Regiment in der Zwölften Isonzoschlacht im Herbst 1917 unter Führung Gluszewskis die italienische Schlüsselstellung am Monte Hum sowie den Monte Giovanni, den Monte Spinh und das Castel del Monte. Dafür wurde Wilhelm von Gluszewski am 24. November 1917 der Militärorden Pour le Mérite verliehen. Nach Kriegsende und Demobilisierung des Regiments wurde Gluszewski 1919 letzter Kommandeur des Garde-Jäger-Bataillons bis zu dessen Auflösung. Er wurde als Oberst aus dem Dienst verabschiedet.
Anlässlich des 25. Jahrestages des Beginns des Ersten Weltkrieges und der Schlacht bei Tannenberg wurde ihm am 27. August 1939 der Charakter als Generalmajor verliehen.

### Familie
Wilhelm Gluszczewski verheiratete sich 1894 in Wiesbaden mit Klara Vorwerk (* 1876), mit der er die Söhne Heinz Wilhelm (* 1896 in Magdeburg) und Gerhard Alexander (* 1897 in Neubreisach) bekam.
Der Sohn Heinz Graf von Gluszewski (1896–1980), genannt „Glu“, trat in das Potsdamer 3. Garde-Ulanen-Regiment ein und wurde im Ersten Weltkrieg Flieger, er gehörte am Ende des Krieges als Leutnant und Flugzeugführer zur Jagdstaffel 4 im Richthofen-Geschwader. Er wurde später Chef der Auslandsabteilung bei den Henschel Flugzeug-Werken.
Wilhelm von Gluszewskis jüngerer Bruder Alexander Glusz(cz)ewski (1870–1918) war ebenfalls preußischer Berufsoffizier und blieb während der Hunderttageoffensive am Ende des Ersten Weltkriegs als Kommandeur des Großherzoglich Hessischen Reserve-Infanterie-Regiments Nr. 221 nach Rückzugskämpfen vor und in der Hermannstellung östlich von Cambrai am 8. Oktober 1918 vermisst.

### Trivia
Wilhelm von Gluszewski war aus seiner Potsdamer Zeit mit Harry Graf Kessler bekannt, der ihn in seinem Tagebuch erwähnt und 1914 in seiner Stellung in Russisch-Polen besuchte.

## Genealogie (Auszug)
- Gothaisches Genealogisches Taschenbuch der Briefadeligen Häuser. 1909. GGT. Dritter Jahrgang, Justus Perthes, Gotha 1908, S. 234.
- Gothaisches Genealogisches Taschenbuch der Briefadeligen Häuser. 1919. GGT. Dreizehnter Jahrgang, Justus Perthes, Gotha 1918, S. 288. ff. unter Kwilecki, In:
- Gothaisches Genealogisches Taschenbuch der Gräflichen Häuser. B (Briefadel). 1929. 102. Jahrgang, Justus Perthes, Gotha 1928, S. 291.
- Gothaisches Genealogisches Taschenbuch der Gräflichen Häuser. Zugleich Adelsmatrikel der Deutschen Adelsgenossenchaft. Teil B (Briefadel). 1939. 112. Jahrgang, Justus Perthes, Gotha 1938.
- Walter von Hueck et al.: Genealogisches Handbuch des Adels. (GHdA). Adelslexikon, Band IV. Hrsg. Deutsches Adelsarchiv, C. A. Starke, Limburg an der Lahn 1978, S. 154.